# Piwonice-Zachód
Piwonice-Zachód – południowa część miasta Kalisza, dawniej obręb geodezyjny w gminie Dobrzec, włączony w granice administracyjne Kalisza 2 lipca 1976.
Rozpościera się w rejonie ulicy Rzymskiej.
Zobacz też: Piwonice, Piwonice-Wschód.